# Barbudas

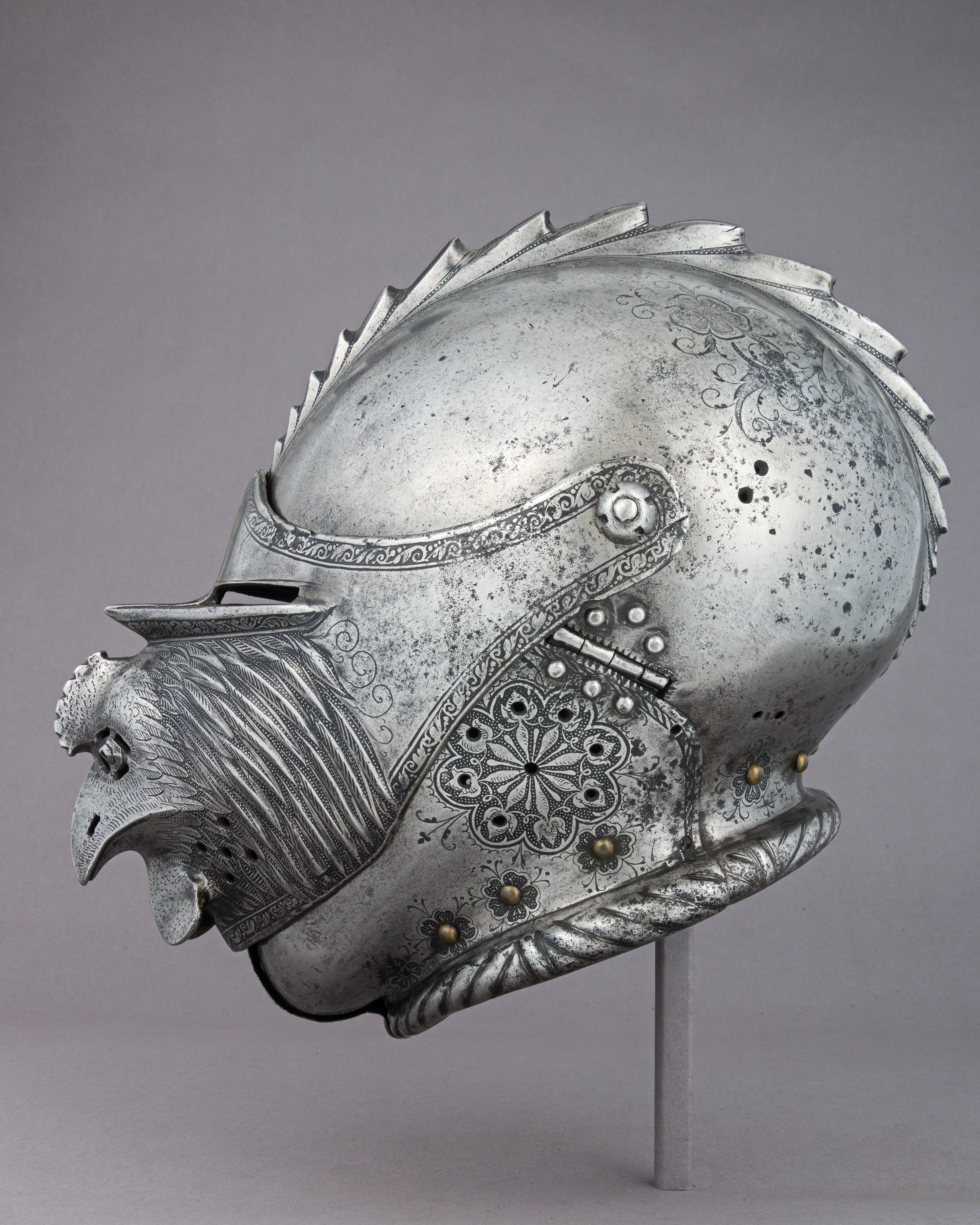

Barbudas é parte de um item de armadura (o bacinete de camal), que consistia em um anexo móvel inserido na parte frontal do capacete, com função de proteger a visão ou rosto.
Sua mobilidade se devia a parafusos presos às laterais do capacete, que lhe permitiam ser abaixado ou erguido à vontade pelo cavaleiro.
Barbudas é ainda, em especial, a alcunha pela qual tal apêndice ficou conhecido em Portugal, além de tal objeto ter sido também a primeira forma de viseira conhecida; seu modelo as vezes mais elaborado e proeminente em relação ao rosto podia dar-lhe aparência de um focinho de lobo.